# Apion affine
Apion affine är en skalbaggsart som beskrevs av Kirby 1808. Apion affine ingår i släktet Apion, och familjen spetsvivlar. Arten är reproducerande i Sverige.